# كريس كين
كريس كين (بالإنجليزية: Chris Kane)‏ (5 سبتمبر 1994 بإدنبرة في المملكة المتحدة - ) هو لاعب كرة قدم بريطاني في مركز الهجوم. لعب مع سانت جونستون ونادي دمبرتون.

## وصلات خارجية
- كريس كين على موقع الاتحاد الأوربي (الإنجليزية)
- كريس كين على موقع قاعدة بيانات كرة القدم.إي يو (الإنجليزية)
- كريس كين على موقع Soccerbase.com (لاعب) (الإنجليزية)
- كريس كين على موقع Soccerway.com (الإنجليزية)
- كريس كين على موقع عالم كرة القدم.نت (الإنجليزية)